# Quái vật đảo Canvey
Quái vật đảo Canvey là tên gọi đặt cho một con quái vật dạt vào bờ biển ở đảo Canvey của nước Anh vào tháng 11 năm 1954. Đầu tiên, người dân phát hiện một động vật kỳ lạ xuất hiện trên bờ với đặc điểm cổ quái, tình trạng sức khỏe nguy kịch. Vào tháng 8 năm 1955, người ta còn tìm thấy xác của con thứ 2, thậm chí còn nguyên vẹn hơn. Những câu chuyện liên quan đều quái vật tại vùng đảo Canvey xảy ra từ năm 1954 và 1955.

## Mô tả
Năm 1954, mẫu xét nghiệm đã cho thấy nó dài 76cm (2,4 ft), da nâu đỏ, mắt lồi và cằm xệ. Chân sau của nó cớ 5 ngón có vành cong giống móng ngựa, phần chân chia 5 ngón rõ ràng cong theo hình chữ U thích hợp cho sự vận động bằng hai chân nhưng chân trước thì không giống thế. Phần đầu rất mềm tựa không có xương não. Trên đầu có mắt rất to quái đản. Xác của con quái vật tìm thấy năm 1955 tương tự như con đầu tiên nhưng to hơn, dài khoảng 120 cm (3.9 ft) và nặng khoảng 11,3 kg (25 lb).
Sau đó, cơ quan điều tra chính phủ đã đưa sinh vật này đến nơi nghiên cứu và trấn át tinh thần người dân bằng những lời nói phủ nhận sự kỳ dị. Các nhà động vật học đã khám nghiệm qua xác của nó và sau đó đem thiêu tang và rằng nó không gây nguy hiểm gì cho con người.